# Bhatura

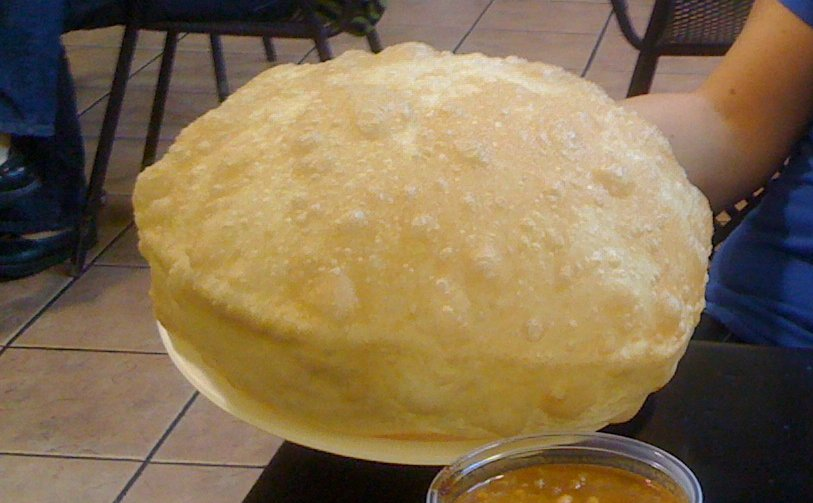

Bhatura (Hindi: भटूरा, bhaṭūrā) ist ein frittiertes indisches Fladenbrot, das sich während des Frittierens aufbläht und eine ballonartige Form annimmt. Der Teig besteht typischerweise aus Weizenmehl, Weizengrieß, Salz, Zucker, Joghurt und Hefe, und muss vor der Verarbeitung einige Stunden ruhen. Bhatura wird in indischen Restaurants oft als Beilage gereicht.
Ein Street-Food-Klassiker ist Chole Bhature (Kichererbsencurry mit Bhatura).
Weitere indische Fladenbrote sind Kulcha, Chapati, Naan, Puri und das stark gewürzte Papadam.